# 프란시스코 안투네스
프란시스코 안투네스 에스파다(스페인어: Francisco Antúnez Espada; 1922년 11월 1일, 안달루시아 주 세비야 ~ 1994년 8월 16일, 안달루시아 주 세비야)는 전직 축구 선수이다. 그는 1950년 월드컵에 참가했다. 그는 세비야의 현재까지 처음이자 마지막인 리그 우승을 1946년에 거두었다.